# Галерея Медичи в Лувре
Галерея Медичи — серия живописных полотен, представляющих жизнь королевы-регента Франции Марии Медичи, заказанных самой правительницей фламандскому художнику Рубенсу в 1622 году для украшения её Люксембургского дворца в Париже.
С 1993 года экспонируется в зале № 801 на 2-м этаже галереи Ришельё в Лувре.

## История создания цикла
В 1622 году Мария Медичи, вдова Генриха IV и мать Людовика XIII, задумала украсить боковые галереи второго этажа Люксембургского дворца картинами, поместив их в простенках между окнами. В конце 1621 года Мария Медичи начала переписку с выдающимся живописцем фламандского барокко Питером Паулем Рубенсом. В январе-феврале 1622 года художник приезжал в Париж для уточнения программы и подписания контракта. Две симметрично расположенные галереи имели длину 58 метров, небольшую ширину — 7,6 метра и по девять окон с каждой стороны. Согласно контракту и условиям помещения Рубенс обязался выполнить две серии картин. Одна (в западном крыле) должна была представлять «События преславной жизни и героические деяния» королевы. Другая (в восточном крыле) — «Сражения и триумфы» её покойного супруга Генриха IV. Все картины должны были быть полностью написаны рукой мастера, работу предполагалось закончить к февралю 1625 года — дате бракосочетания французской принцессы Генриетты Марии и короля Англии Карла I Стюарта. Рубенс выполнил только двадцать четыре картины первой серии. Вторая серия осталась неосуществлённой. Рубенс создал только эскизы и завершил пять картин, ныне рассредоточенные по разным музеям
Сюжеты картин были определены Марией Медичи вместе с её советниками — будущим кардиналом, а тогда государственным секретарём Жаном дю Плесси де Ришельё и казначеем королевы Клодом де Можи (фр. Claude Maugis), аббатом де Сент-Амбруаз. В составлении программы принимал участие Никола-Клод Фабри де Пейреск. Художнику также предоставлялась определённая свобода в выборе композиции и порядка расположения картин.
С 1723 года после смерти герцога-регента Филиппа II Орлеанского здание пустовавшего дворца превратили в Люксембургский музей. Там хранились картины Рубенса, Якоба Йорданса и других фламандских живописцев. Росписи в интерьерах библиотеки создал Эжен Делакруа. Архитектор Жан-Франсуа Шальгрен построил парадную лестницу, поэтому картины Рубенса были перемещены в восточный корпус. В 1802 году их перенесли в Лувр. С 1815 года их экспонировали в Большой Галерее, затем (1900—1993 годы) в дворцовом зале, пропорции которого существенно отличались от галерей Люксембургского дворца. С 1993 года цикл «Триумф Марии Медичи» выставлен в зале № 18, пропорции которого также отличны от Люксембургской галереи, но идеальны для восприятия живописи. Галерея Медичи в Лувре с достаточным пространством, верхним светом и последовательным расположением картин предоставляет оптимальные условия для восприятия выдающейся живописи, составляющей «одно из лучших достижений великого Рубенса».

## Картины

### Портреты Марии Медичи и её родителей
| Иоанна Австрийская, великая герцогиня Тосканская, мать Марии Медичи (фр. Jeanne d’Autriche (1547—1578) Grande-Duchesse de Toscane, mère de Marie de Médicis), 247×116 см. | Мария Медичи в образе Минервы (фр. Marie de Médicis (1573—1642) en reine triomphante), 276×149 см. | Франческо I Медичи, великий герцог Тосканы, отец Марии Медичи (фр. François Ier de Médicis (1541—1587) Grand-Duc de Toscane, père de Marie de Médicis et fils de Côme Ier), 247×116 см. |
| --- | -------------------------------------------------------------------------------------------------- | --- |

Вход в галерею украшают портреты Марии Медичи и её родителей. Родители изображены вполоборота, обрамляя портрет Марии Медичи.
Иоанна Австрийская, младшая дочь императора Фердинанда и племянница Карла V, вышла замуж за Франческо Медичи в 1565 году. Франческо Медичи изображён с крестом Ордена Святого Стефана, учреждённого его отцом, Козимо I. Портреты родителей, по всей видимости писаные с более ранних портретов, расположены над входными дверьми галереи, тогда как портрет королевы расположен над центральным камином.
Портрет Марии Медичи является ядром композиции, с него начинается и им же заканчивается история жизни королевы, рассказанная художником на находящихся в галерее полотнах. Несмотря на своё название, Мария Медичи изображена на нём в первую очередь не как богиня войны Минерва, а как торжествующий монарх, самодержица, своими деяниями принёсшая мир и процветание в королевство. Коронующие Марию Амуры изображены с крыльями бабочек — знаком бессмертия. В руках королева держит статую Победы и королевский скипетр. Эскиз этой картины хранится в Эрмитаже.

### Судьба Марии Медичи

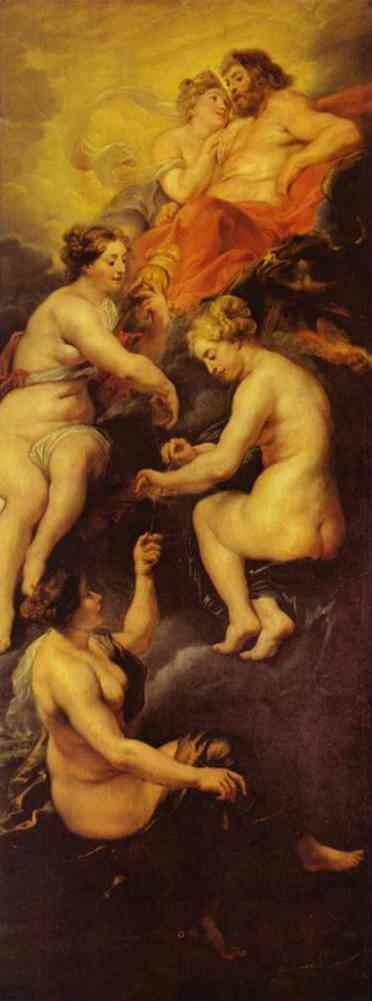
Судьба Марии Медичи

(фр. Les Parques filant le destin de la reine Marie de Médicis sous la protection de Jupiter et de Junon), 394×155 см.
Первая картина нарративного цикла — парки, прядущие нить судьбы королевы. Символика картины — отсутствие ножниц в руках у Морты, богиня рождения Юнона, наблюдающая за сценой вместе со своим мужем Юпитером, — всё в картине говорит о счастливом и великом будущем, уготованном королеве.
Картина — вместе с заключающим цикл «Триумфом правды» — заметно у́же остальных картин нарративного цикла. Её размеры были обусловлены расположением окон в галерее Люксембургского дворца, для которой рисовались полотна. Эскиз к картине (общий с «Триумфом правды») также выставлен в Лувре, зал № 17.

### Рождение Марии Медичи

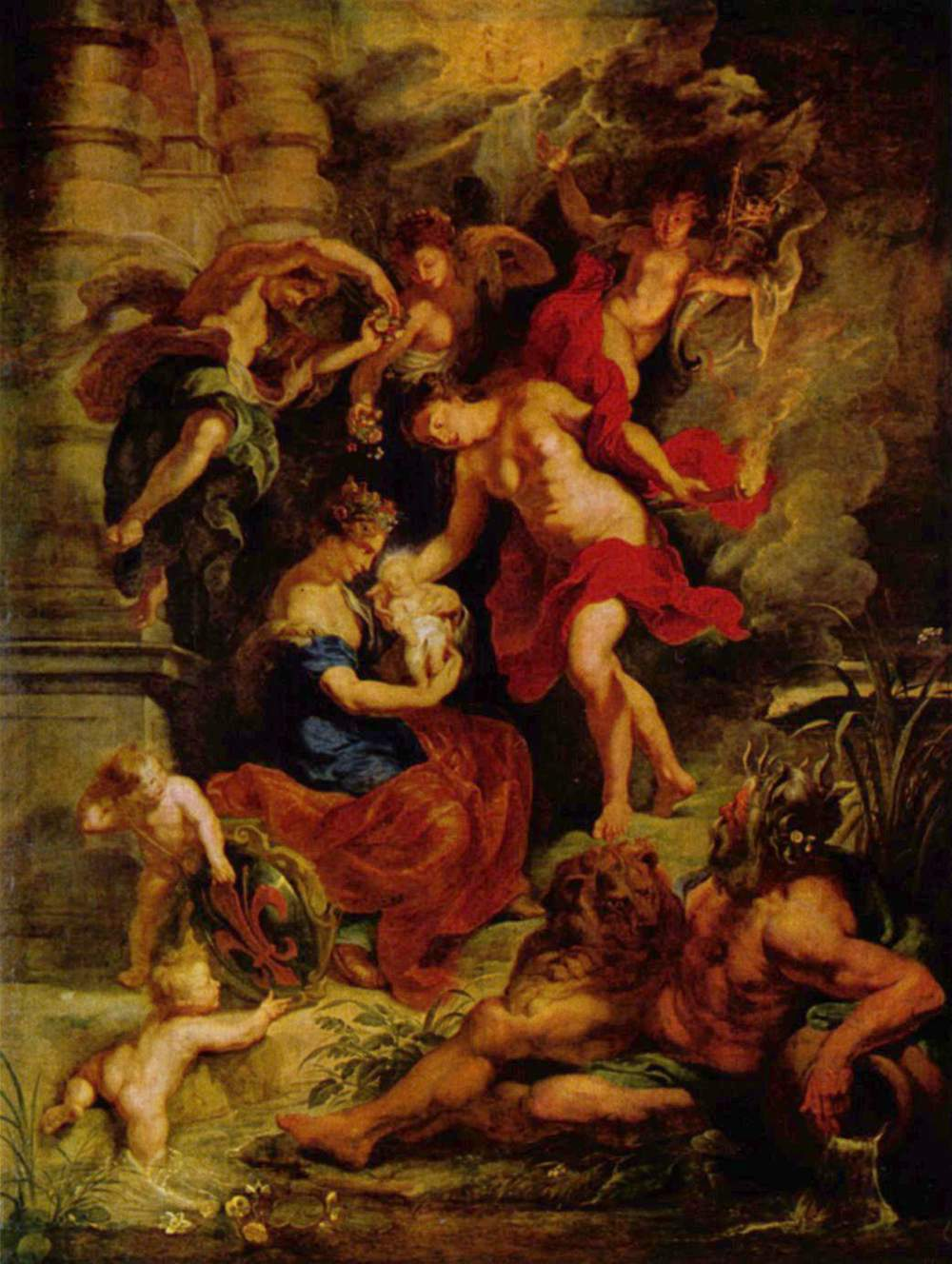
Рождение Марии Медичи

(фр. La Naissance de la reine, à Florence le 26 avril 1573), 394×295 см.
Богиня Люцина (римская богиня рождения, позднее отождествлённая с Юноной) передаёт ребёнка Флоренции — именно в этом городе 26 апреля 1573 года родилась Мария Медичи. На первом плане — бог-река Арно (на этой реке стоит Флоренция).
Явные отсылки к христианской символике — нимбообразное сияние вокруг головы ребёнка; манера, которой Флоренция держит Марию, — типичны для картин Рубенса.

### Образование Марии Медичи

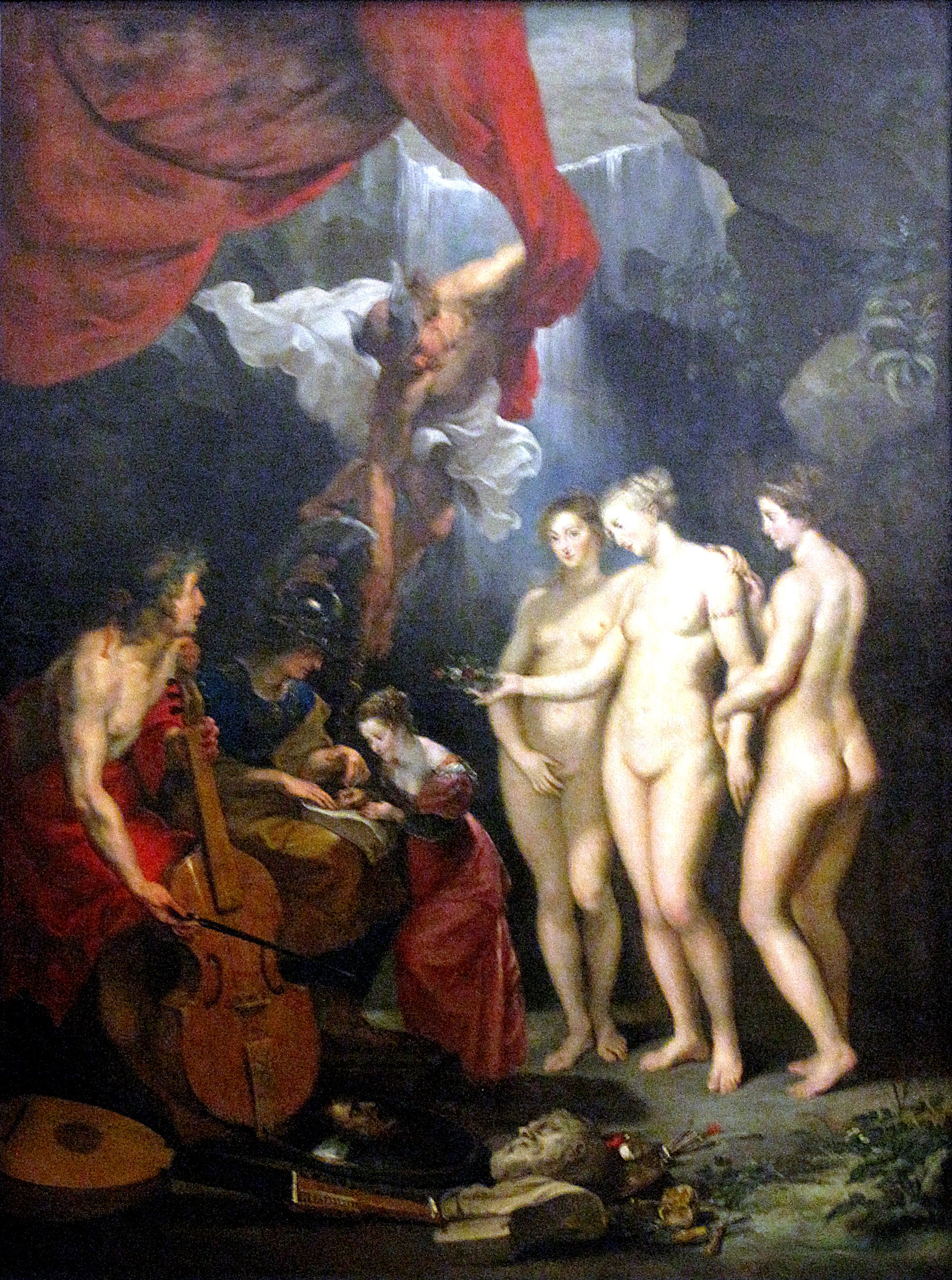
Образование Марии Медичи

(фр. L’Instruction de la reine, dit aussi L'Éducation de la reine), 394×295 см.
Мария Медичи изображена склонившейся перед Минервой, богиней мудрости, наук и искусств. Сцена выполнена в соответствии с христианской иконографией, подобно сцене преклонения девы Марии перед Святой Анной.
Образованию будущей королевы помогают Меркурий, спустившийся с небес бог красноречия, и Орфей — мифический поэт и музыкант. Позади Марии изображены три грации, одна из которых коронует ребёнка. На переднем плане изображены символы искусств, которыми увлекалась королева — музыка представлена лютней, скульптура — бюстом, изобразительное искусство — палитрой.
Несмотря на подчёркнутую важность диалога между телом (нагота граций) и разумом (изображённый бюст — бюст Платона), обнажённые фигуры трёх граций в 1685 году были занавешены. Полностью открылась картина только в XIX веке.
Практически 200 лет спрятанная от взоров, тем самым защищённая от загрязнений и повреждений часть картины контрастно выделялась на фоне потемневших полотен цикла, и в 1860-х годах была предпринята массивная, принятая далеко не всеми специалистами чистка картин.

### Представление портрета

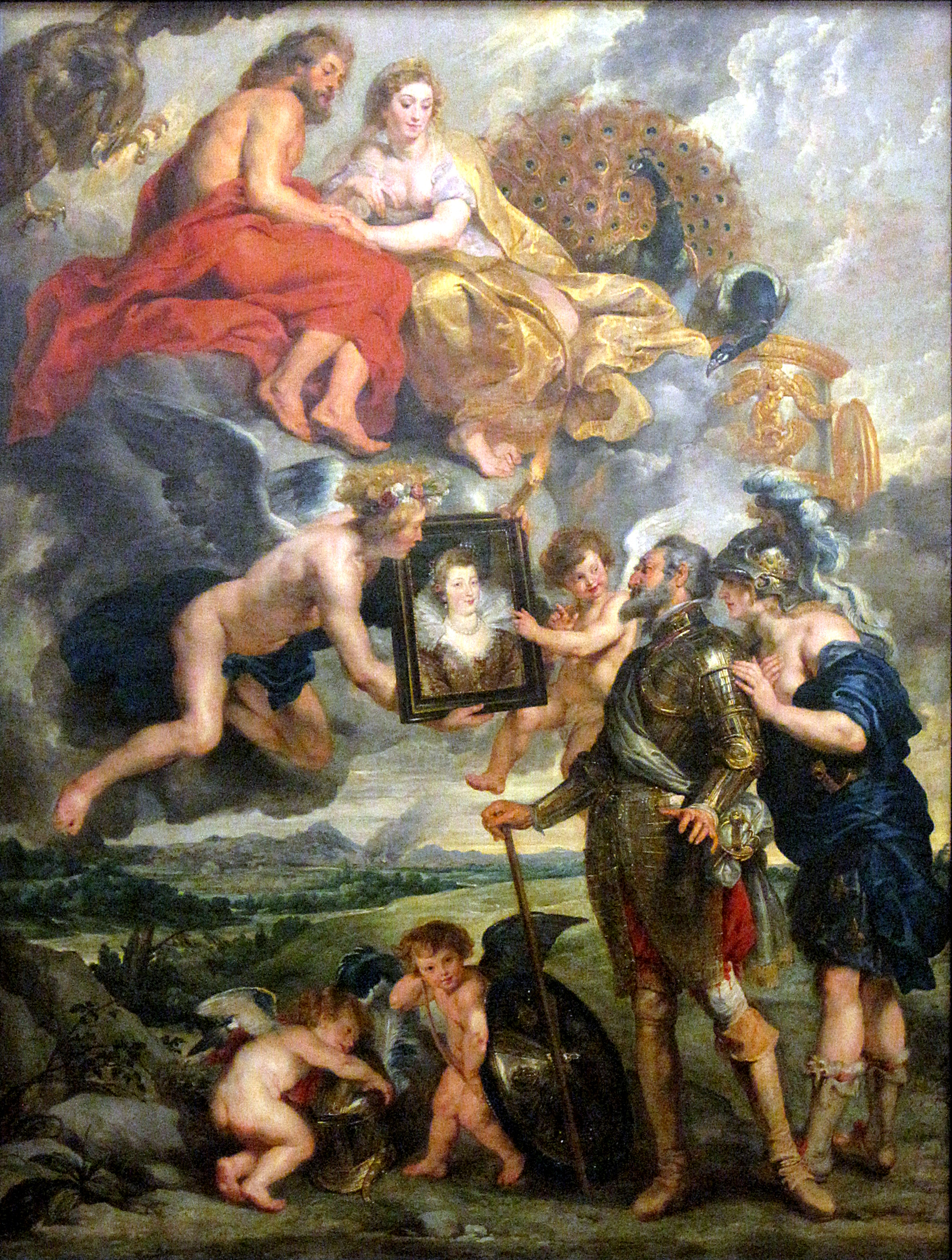
Представление портрета

(фр. Henri IV reçoit le portrait de la reine et se laisse désarmer par l’amour), 394×295 см.
Генрих IV любуется портретом Марии Медичи. Продолжая параллель между миром людей и миром богов, Рубенс изображает в верхней части полотна супружескую пару Юноны с Юпитером — их присутствие как бы предвосхищает готовящуюся свадьбу Генриха с Марией.
Портрет, принесённый Гименеем, повторяет настоящий портрет, присланный родителями Марии Генриху. Амур показывает портрет очарованному королю, а Франция шепчет ему на ухо слова одобрения.
Сцена обыгрывает частую тему победы любви над насилием, тем самым изображая будущую свадьбу как гарантию долгого мира и процветания Французского королевства.

### Брак по доверенности

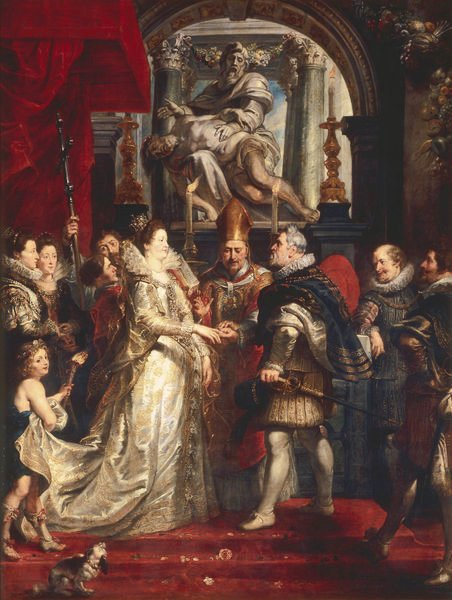
Брак по доверенности

(фр. Les Épousailles de la reine ou La Réception de l’anneau, dit encore Le Mariage par procuration de Marie de Médicis et d’Henri IV, à Florence le 5 octobre), 394×295 см.
Символическая — поскольку проходила в отсутствие жениха — церемония свадьбы состоялась 5 октября 1600 года в кафедральном соборе Флоренции. Картина повторяет композицию гравюры «Свадьба Марии» Дюрера (см., например, репродукцию на сайте министерства культуры Франции).
В центре картины руководящий церемонией кардинал Пьетро Альдобрандини, племянник папы Климента VIII. Справа от кардинала — дядя невесты Фердинанд, великий герцог Тосканы, играющий роль отсутствующего жениха, Генриха IV. Он надевает на руку Марии обручальное кольцо. Фату Марии держит Гименей.
Справа на картине изображены французские послы, слева — тётя и сестра невесты. Над центральной группой Рубенс изобразил скульптуру, композиционно напоминающую пьету, с тем отличием, что Христос изображён умирающим на руках у Бога отца — возможно, художник отсылает нас к находящейся во флорентийской базилике пьете Бандинелли.
Интересно, что в своё время среди гостей на церемонии присутствовал сам молодой Рубенс.

### Прибытие в Марсель

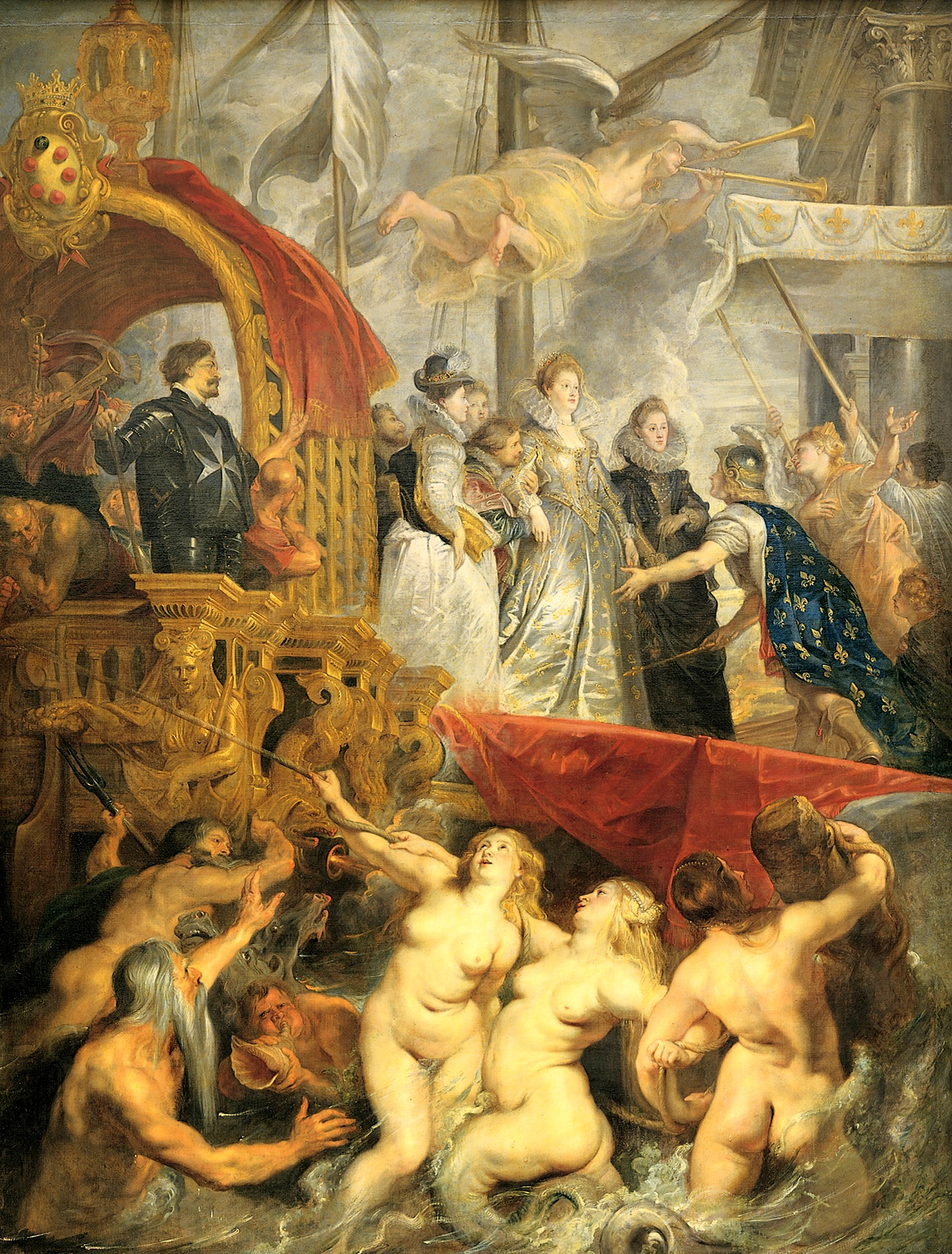
Прибытие в Марсель

(фр. Le Débarquement de la reine à Marseille, le 3 novembre 1600), 394×295 см.
Одна из самых известных картин серии изображает прибытие Марии Медичи 3 ноября 1600 года в Марсель. Не в последнюю очередь известность картины обусловлена крайне выразительными фигурами Нереид на первом плане. Слева от Нереид — Посейдон с тритонами.
Продолжая параллель между реализмом и мифом, художник изобразил Францию (в плаще, украшенном лилиями французской монархии) и Марсель (во французском языке город Марсель — женского рода), встречающих Марию Медичи. Мария сходит с богато украшенного гербами семьи Медичи корабля.
Над спускающейся на французскую землю королевой изображена Фама, богиня молвы и славы, летящая сообщить королю новость о прибытии его супруги — своеобразное связующее звено цикла, подготавливающее зрителя к следующей картине.

### Встреча в Лионе

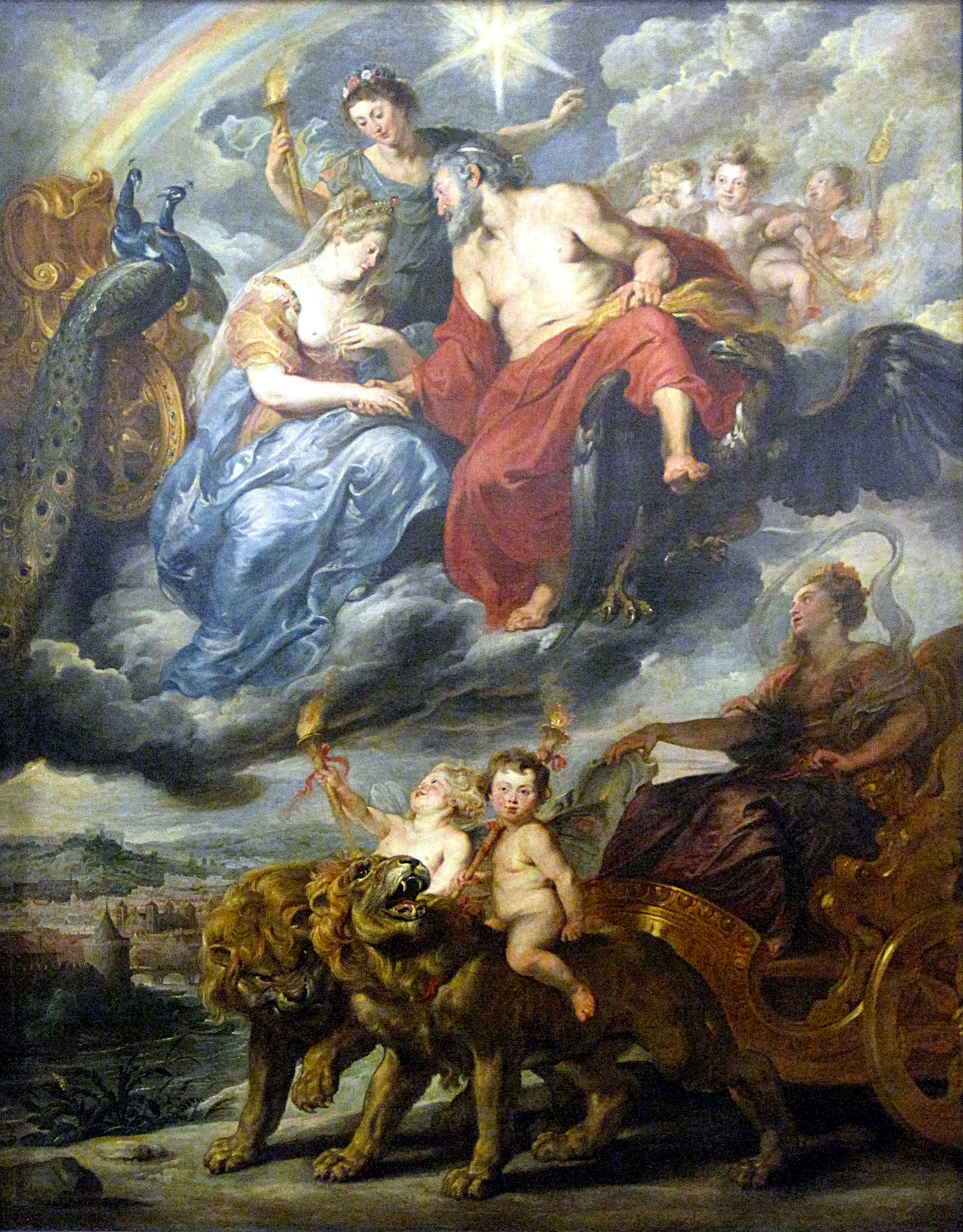
Встреча в Лионе

(фр. L’Arrivée de la reine à Lyon, ou La Rencontre du roi et de la reine, le 9 décembre 1600), 394×295 см.
Картина изображает встречу супругов в Лионе. Несмотря на то, что Мария прибыла в Лион 3 декабря 1600 года, встреча состоялась лишь вечером 9 декабря, когда туда же приехал совершенно не спешивший увидеться с молодой женой Генрих.
В отличие от предыдущих картин, художник не просто изображает героев под присмотром богов, он преображает героев картины в пару богов-супругов: Генриха IV — в Юпитера, Марию Медичи — в Юнону. Счастливому браку способствует Гименей, изображённый за спинами молодых.
Лион (во французском языке город Лион — женского рода) проезжает в карете на первом плане. Название города (фр. Lyon) обыгрывается тем, что в повозку запряжены львы (фр. lion). На заднем плане различим вид на город Лион.
Амуры, сидящие верхом на львах, подчёркивают проходящую красной нитью через весь цикл картин идею победы любви над силой (см. выше «Представление портрета»).
Эскиз этой картины хранится в Эрмитаже.

### Рождение Людовика XIII

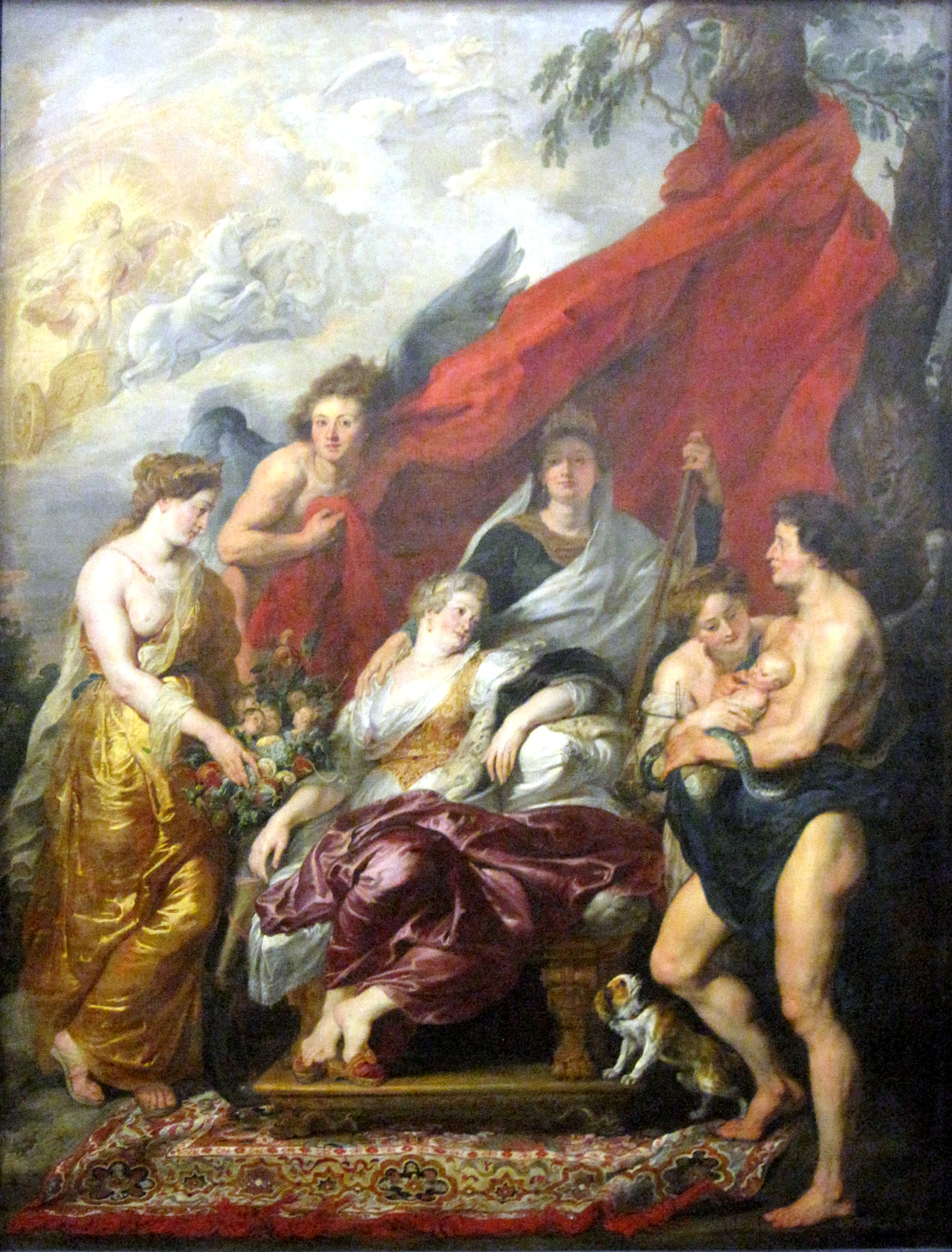
Рождение Людовика XIII

(фр. La Naissance du dauphin (futur Louis XIII) à Fontainebleau, le 27 septembre 1601), 394×295 см.
Будущий король Людовик XIII родился 27 сентября 1601 года в Фонтенбло.
В центре картины уставшая от родов Мария Медичи опирается на бедро защищающей её Кибелы, Матери Богов. Младенец-дофин лежит на руках у духа Здоровья, к нему склонилась богиня Правосудия — отсылка к прозвищу Людовика «Справедливый». Слева от Марии — богиня Плодородия с рогом изобилия, в котором видны пять детских голов — искусный художник изобразил таким образом остальных детей Марии Медичи, не удлиняя своего рассказа.
Красная драпировка кровати на фоне полотна повторяет формы парадной драпировки официальных портретов знатных особ того времени (см. драпировки на портретах родителей Марии Медичи).
Эскиз этой картины хранится в Эрмитаже.

### Учреждение регентства

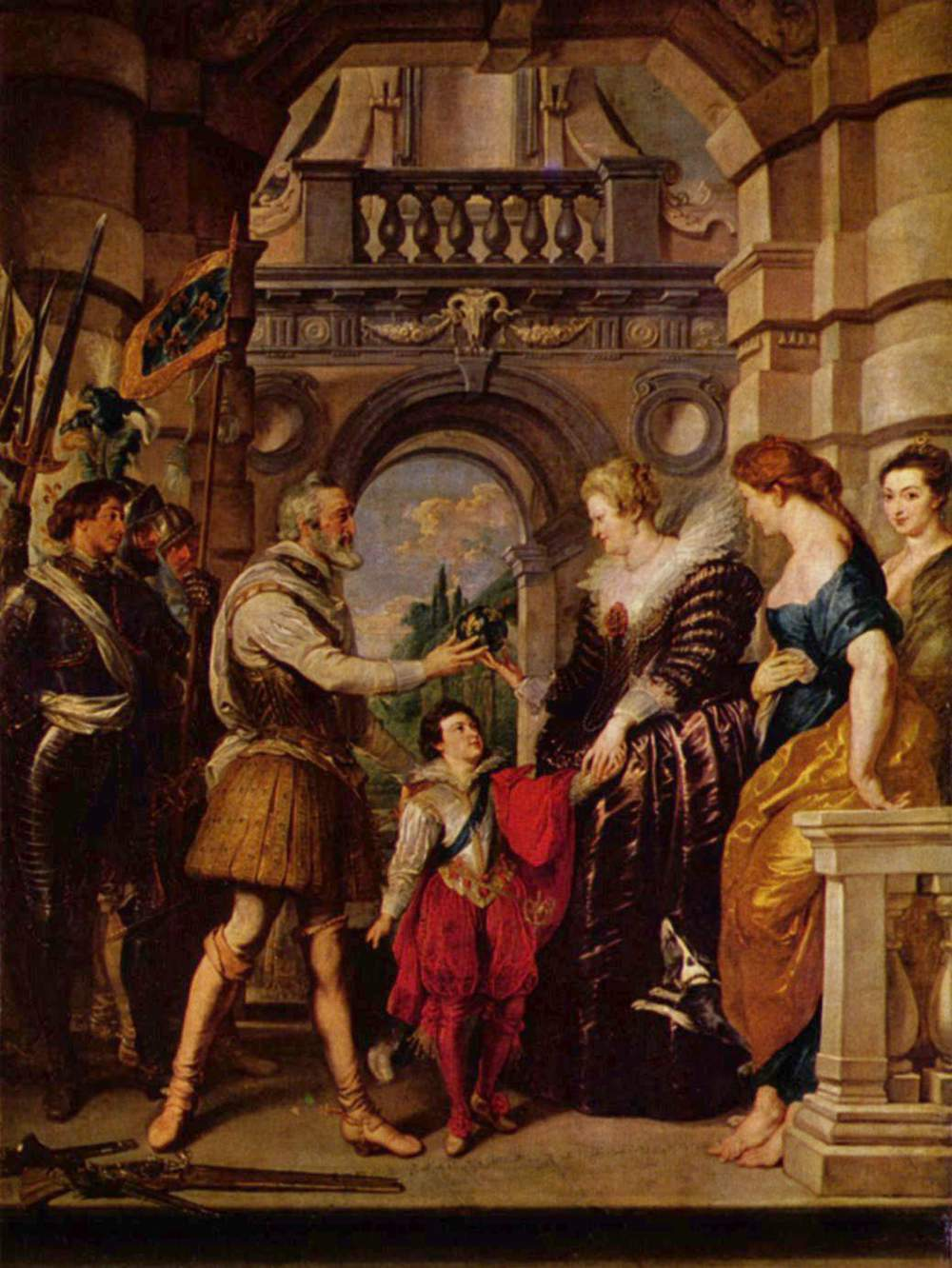
Учреждение регентства

(фр. Préparatifs du roi pour la guerre d’Allemagne ou La Remise de la régence à la reine, le 20 mars 1610), 394×295 см.
В 1610 году Генрих оставляет жену и детей и выходит с армией в Германию — его протестантские союзники ввязались в войну с Австрийскими монархами за наследование герцогств Клевского и Юлих-Берг.
Уезжая, Генрих передаёт правление королеве — на картине он символически отдаёт ей украшенную королевскими цветами державу. Рядом с королевой — Щедрость и Рассудительность. Молодой дофин стоит между королём и королевой — во время отсутствия Генриха Мария будет управлять страной от его имени.
Архитектура дворца, изображённого на картине, напоминает как дворец Медичи (Люксембургский дворец), так и дом самого Рубенса в Антверпене.

### Коронация Марии Медичи

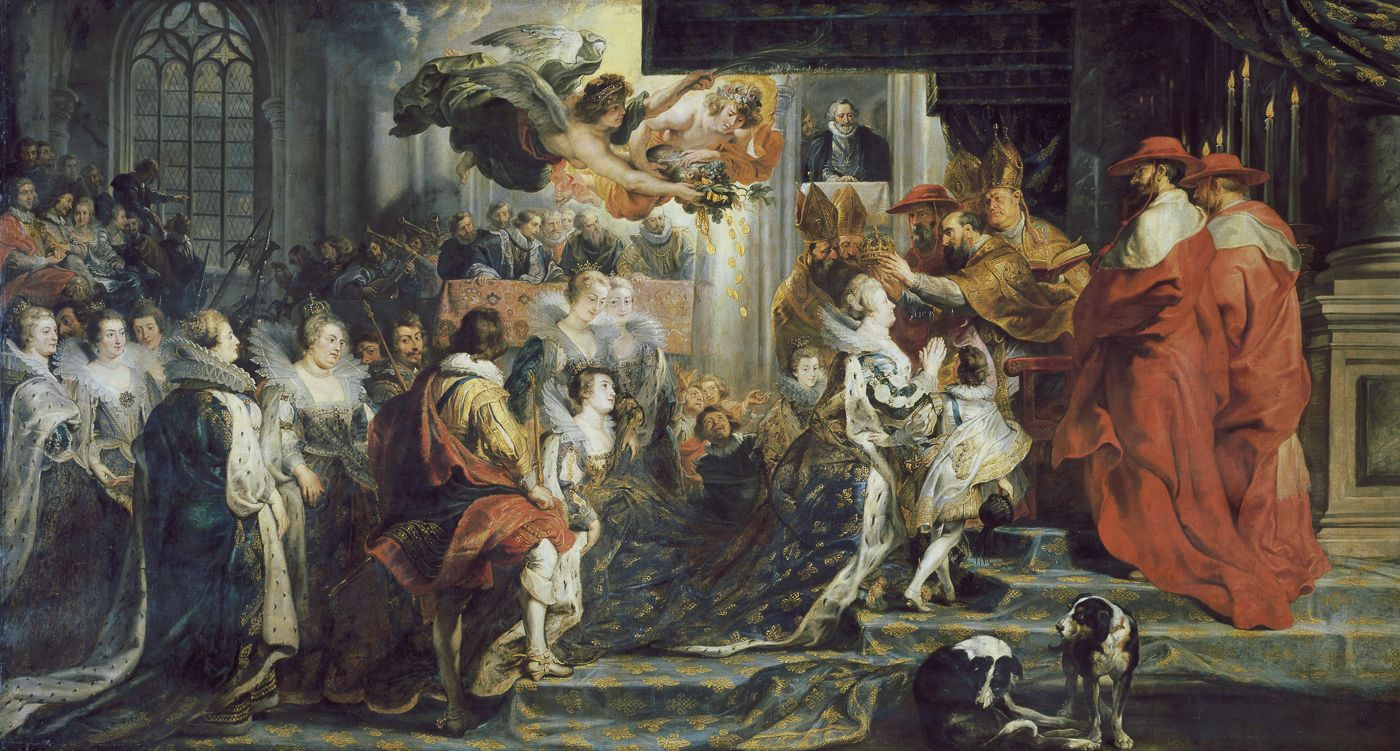
Коронация Марии Медичи

(фр. Le Couronnement de la reine à l’abbaye de Saint-Denis, le 13 mai 1610), 394×727 см.
Это и два последующих больших полотна замыкали галерею Люксембургского сада, в которой была размещена серия картин Рубенса. «Коронация» находилась на левой стене, «Смерть Генриха» — в торце и «Совет богов» — на правой стене. Таким образом, три картины окружали зрителя, расположением напоминая триптихи в хорах католических церквей. «Коронация Марии Медичи» закрывала дверь в конце левой стены галереи, ведшую в северный угловой павильон дворца на улице Вожирар. Для того, чтобы дверь могла открываться, картину разрезали в соответствующих местах — следы этой двери до сих пор отчётливо видны на холсте (справа внизу, около собак).
Мария короновалась 13 мая 1610 года в аббатстве Сен-Дени, церемонию проводил изображённый с короной в руках кардинал де Жуайез, за его спиной — помогавшие ему кардиналы Пьер де Гонди (см. род Гонди) и Франсуа де Сурди. Стоящий рядом с королевой молодой дофин изображён со спины. Генрих IV изображён в глубине, стоящим на балконе, — возможно, художник хотел подчеркнуть тем самым его скорую кончину.
На картине изображены реально присутствовавшие на церемонии лица — их список был передан Рубенсу во время работы над полотном. Единственное отклонение от реализма — духи Богатства и Процветания, летящие над собранием. Рассеивая золотые монеты, они предвосхищают процветание Франции под регентством Марии Медичи.
Ранняя версия этой картины хранится в Эрмитаже.

### Смерть Генриха IV и провозглашение регентства

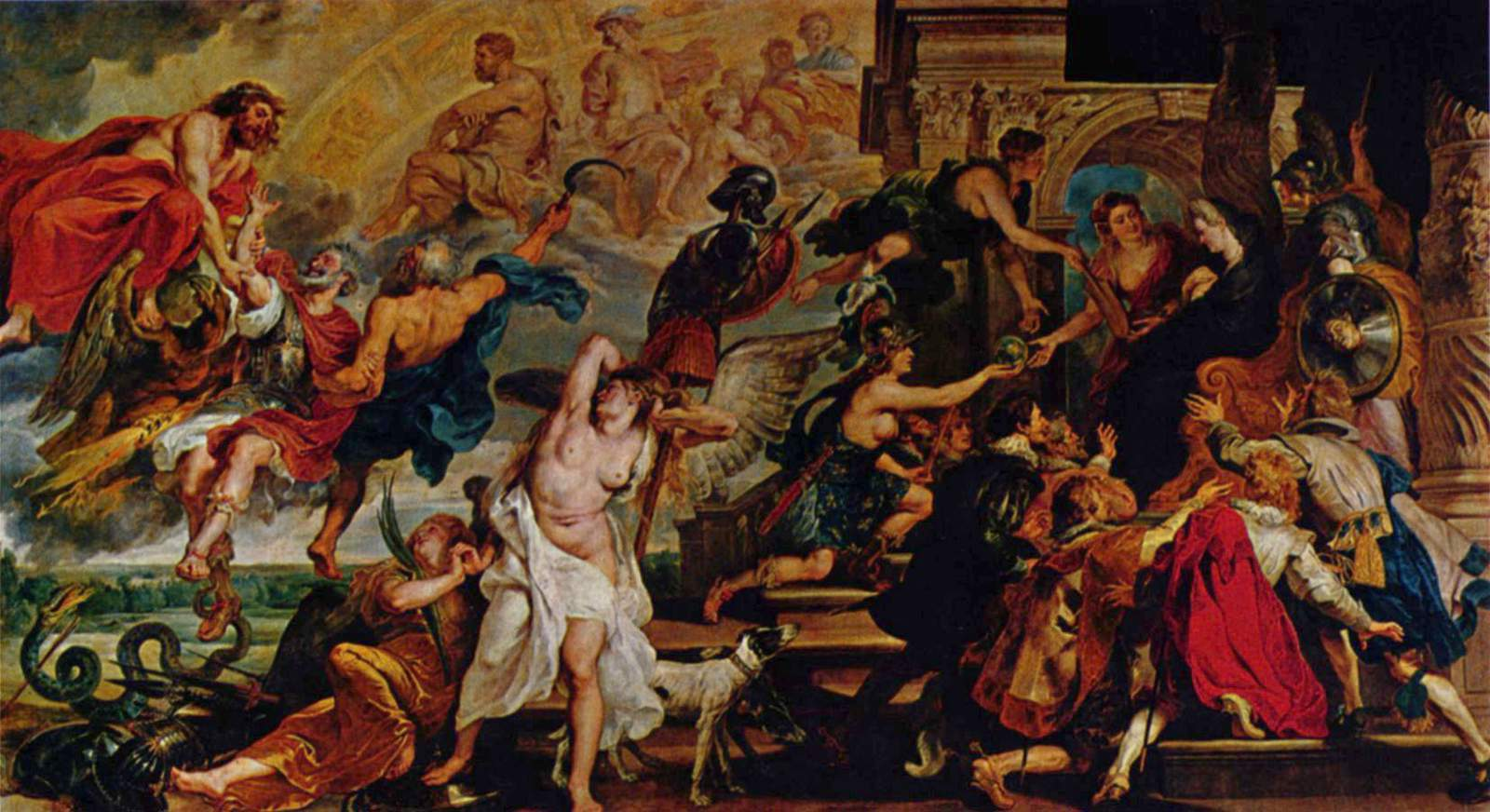
Смерть Генриха IV и провозглашение регентства

(фр. L’Apothéose d’Henri IV et la proclamation de la régence de la reine, le 14 mai 1610), 394×727 см.
Центральное полотно цикла, и важнейшее событие в жизни Марии Медичи — после убийства Генриха IV Равальяком престол формально наследует 9-летний Людовик XIII, но фактически власть в стране переходит к его матери.
На картине Генрих изображён возносящимся на небеса — Юпитер с Сатурном вырывают его у смерти (змея на земле). Лавровый венок на голове Генриха говорит о дарованном ему бессмертии — подобно мифическому Гераклу он принят в число богов. На переднем плане две Победы оплакивают Генриха.
Справа на картине — одетая в траур Мария. Теперь уже Франция, и теперь уже надолго (см. выше «Учреждение регентства») передаёт регентше державу цветов французской монархии. Стоящие рядом с троном богини мудрости и рассудительности советуют Марии. Олицетворяющая Божественное Провидение Децима в знак грядущего управления государством передаёт Марии судовой руль — подчёркивая тем самым божественность происхождения монаршей власти.
У подножья трона изображена французская знать, умоляющая Марию Медичи взять на себя управление государством.
Ранняя версия этой картины хранится в Эрмитаже.

### Совет богов

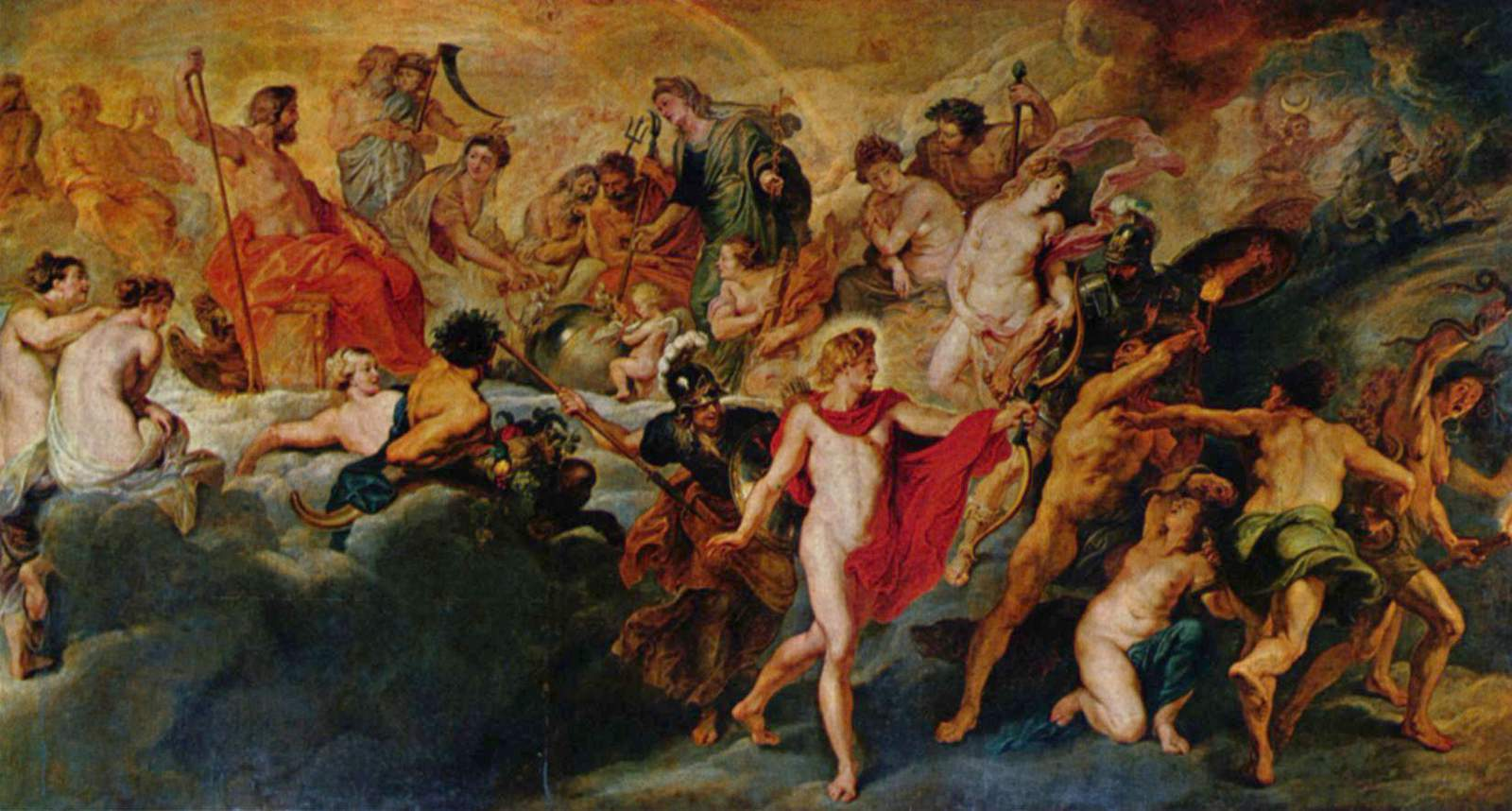
Совет богов

(фр. Le Concert (ou Conseil) des dieux pour les mariages réciproques de la France et de l’Espagne, dit autrefois Le Gouvernement de la Reine), 394×727 см.
Как и на «Коронации», на полотне (слева внизу) видны следы прорезанной в нём двери, которая выходила из Люксембургского дворца на террасу у улицы Вожирар.
Слева на картине изображена божественная пара Юпитера с Юноной, перед ними с поклоном — пришедшая посоветоваться Мария Медичи. Среди богов изображена отдыхающая после брака Франции с Испанией Европа — этот очень важный для политики Марии Медичи брак символизируется двумя парами голубей, сидящих на глобусе (см. далее «Обмен принцессами»). Боги Олимпа — в первую очередь богиня Мира (со связкой стрел) и богиня Согласия (с жезлом) — поддерживают проект брака. На переднем плане Аполлон с Минервой изгоняют Пороки, при этом Венера удерживает Марса, спешащего на помощь богине мести — всё в картине говорит о миролюбивой политике королевы, собирающейся поддерживать мир в Европе дипломатическими браками.

### Взятие Юлиха

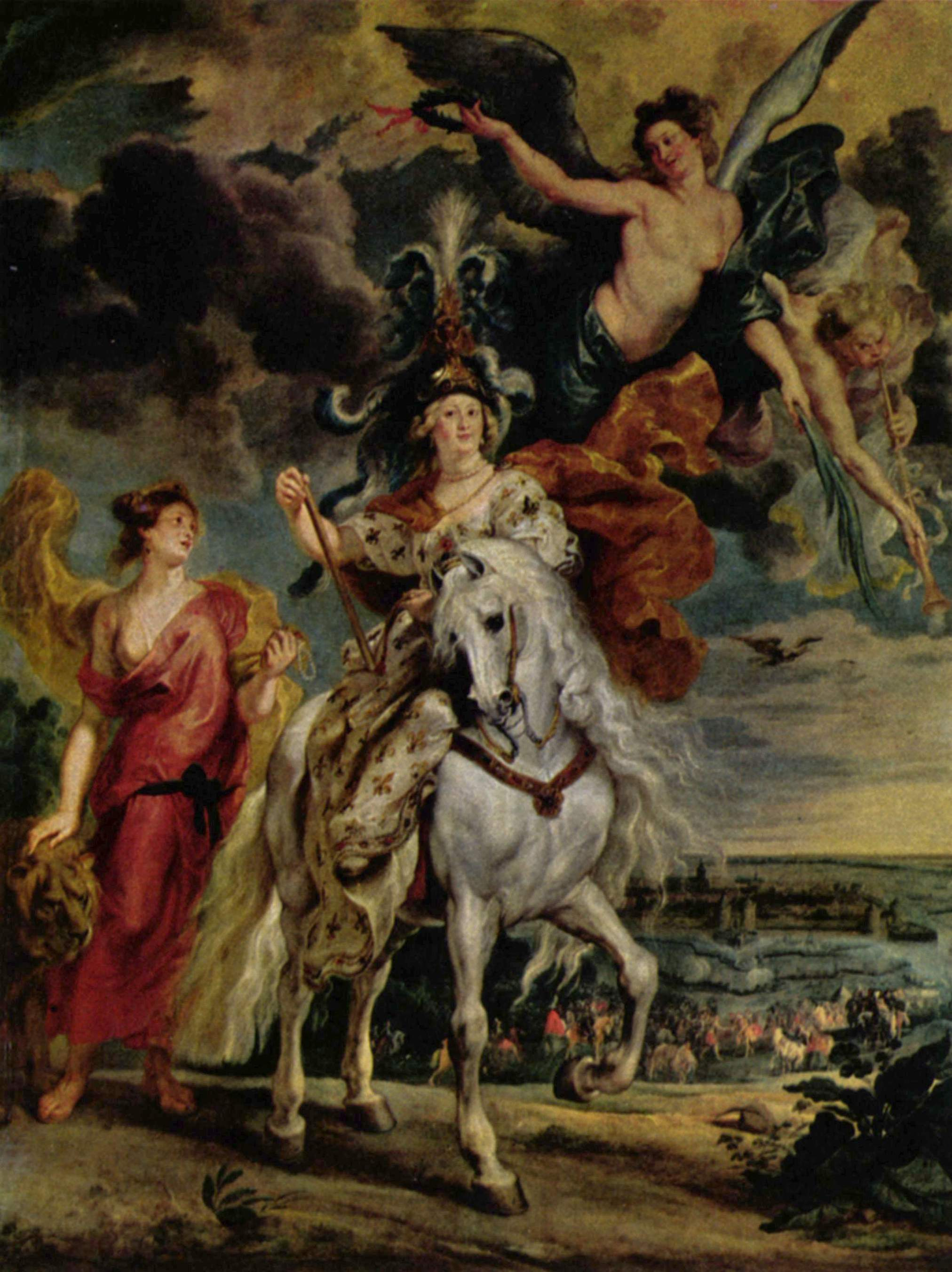
Взятие Юлиха

(фр. La Prise de Juliers, le 1er septembre 1610, dit autrefois Le Voyage de Marie de Médicis au Pont-de-Cé), 394×295 см.
Полотно долго носило имя «Путешествие Марии Медичи в Пон-де-Се» (место битвы 1620 года, столкнувшей Марию Медичи с её сыном, Людовиком XIII), но в 1920 году благодаря архивам историками было восстановлено первоначальное название (а вместе с ним и содержание) картины.
Смерть Генриха IV не помешала французским войскам прийти в Германию (см. «Учреждение регентства»), чтобы вместе с нидерландскими войсками взять Юлих и вернуть его протестантам. Фактическая наследница престола, Мария Медичи изображена в шикарном военном головном уборе (поверх которого Победа надевает ещё и лавровый венок) с маршальским жезлом — символом верховной военной власти — в руке. Справа на картине видна Фама, разносящая по свету славу о великой победе Франции (роль французских войск в битве слегка приукрашена Рубенсом). Рядом с королевой идёт Щедрость, лев, идущий у её ног, олицетворяет (согласно «Иконологии» Чезаре Рипа) одновременно храбрость и милосердие.
На заднем плане — панорама сдачи Юлиха.

### Счастье регентства

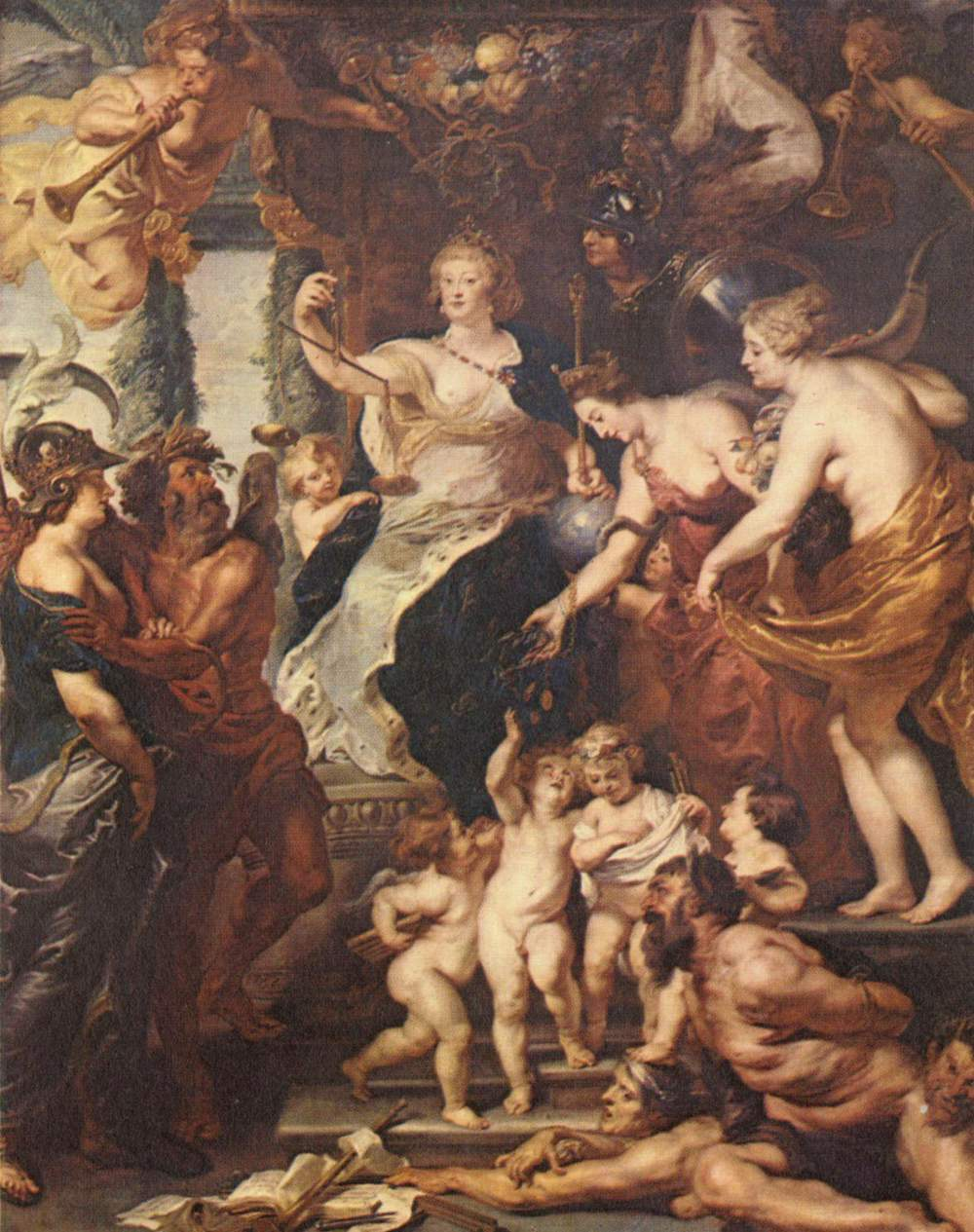
Счастье регентства

(фр. La Félicité de la Régence), 394×295 см.
Выбивающаяся из общего ряда картина, единственная не имеющая никаких хронологических привязок. Изначально на этом месте была задумана картина ссылки Марии Медичи в Блуа (после убийства Кончини в 1617 году Мария Медичи была вынуждена покинуть Париж). Но в 1625 году сюжет был сочтён дипломатически сложным, и картина (эскиз которой выставлен в Мюнхене) в спешке была заменена на аллегорическую «Радость регентства».
На этой картине Рубенс изображает Марию как олицетворение разумного и справедливого монарха. Слева от королевы — Франция и Сатурн провозглашают наступление в стране золотого века. Внизу изображены Амуры (олицетворение разных видов искусства), торжествующие над своими вечными врагами — Невежеством, Злословием и Завистью.

### Обмен принцессами

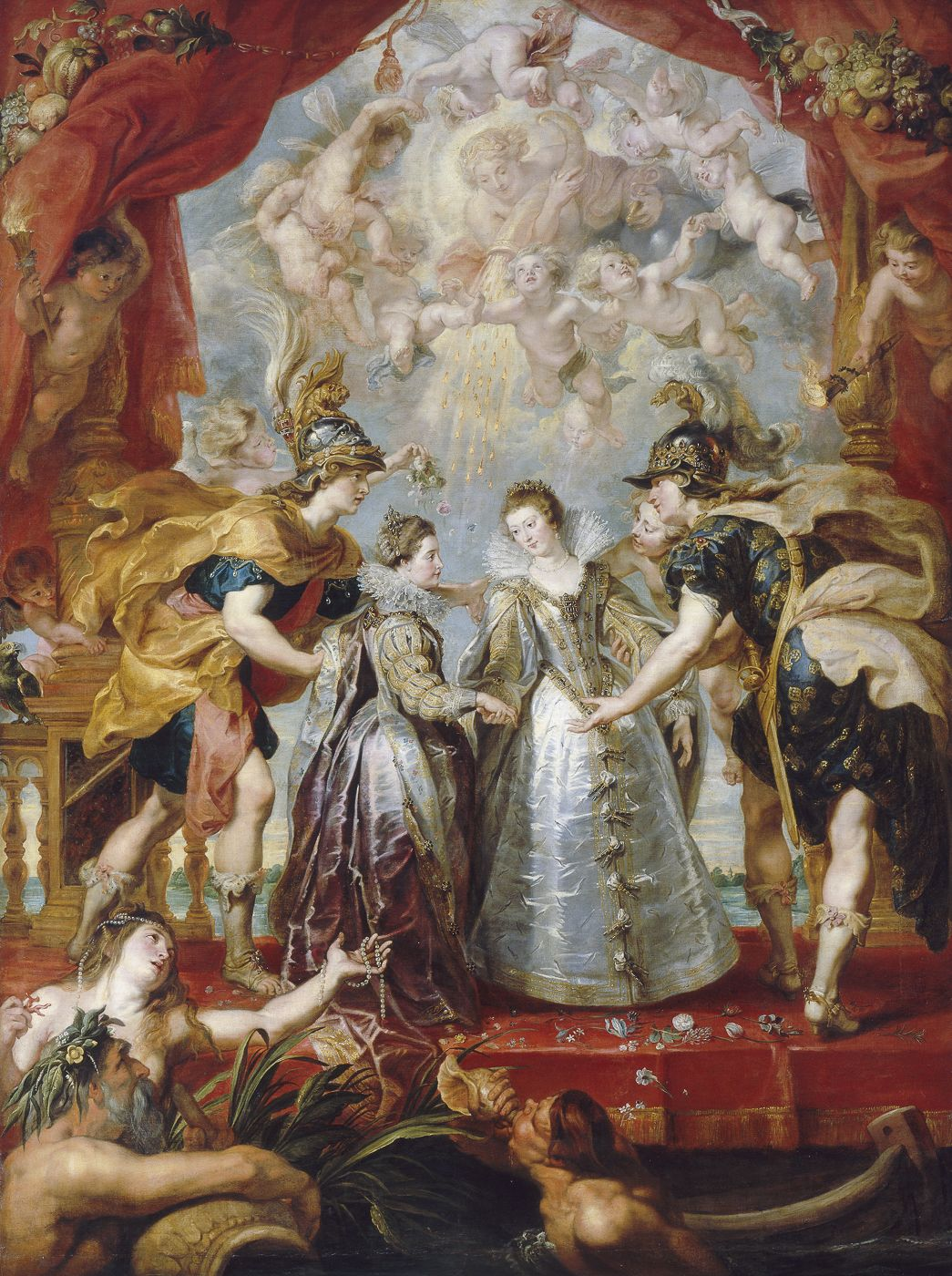
Обмен принцессами

(фр. L’Echange des deux princesses de France et d’Espagne sur la Bidassoa à Hendaye, le 9 novembre 1615), 394×295 см.
Венец политической карьеры Марии Медичи — двойная свадьба между королевскими домами Франции и Испании, замысел такого брака появляется ещё на картине «Совет богов». Присутствие самой Марии Медичи на картине даже не обязательно, настолько это событие ассоциировалось у современников с её именем и её политикой примирения Франции с Испанией.
18 октября 1615 года в Бургосе Анна Австрийская, дочь испанского короля Филиппа III, выходит замуж за сына Генриха IV и Марии Медичи, короля Франции Людовика XIII. В тот же день в Бордо сестра Людовика XIII, принцесса Изабелла Бурбонская, выходит замуж за наследника испанского престола, будущего короля Испании Филиппа IV.
Сцена «обмена принцессами», изображённая на картине, в действительности произошла 9 ноября 1615 года на острове Фазанов — франко-испанском острове на реке Бидасоа.
Слева на картине изображена Испания, передающая Анну Австрийскую Франции. Рядом с Испанией — Изабелла, чей взгляд всё ещё направлен в сторону покидаемой ею Франции.
Внизу — бог реки Бидасоа (во французском языке — мужского рода) и Наяды, напоминающие место и обстоятельства обмена принцессами. Наверху картины — заимствованный из религиозной иконографии хоровод ангелов и олицетворение Счастья, осыпающее невест из рога изобилия.

### Совершеннолетие Людовика XIII

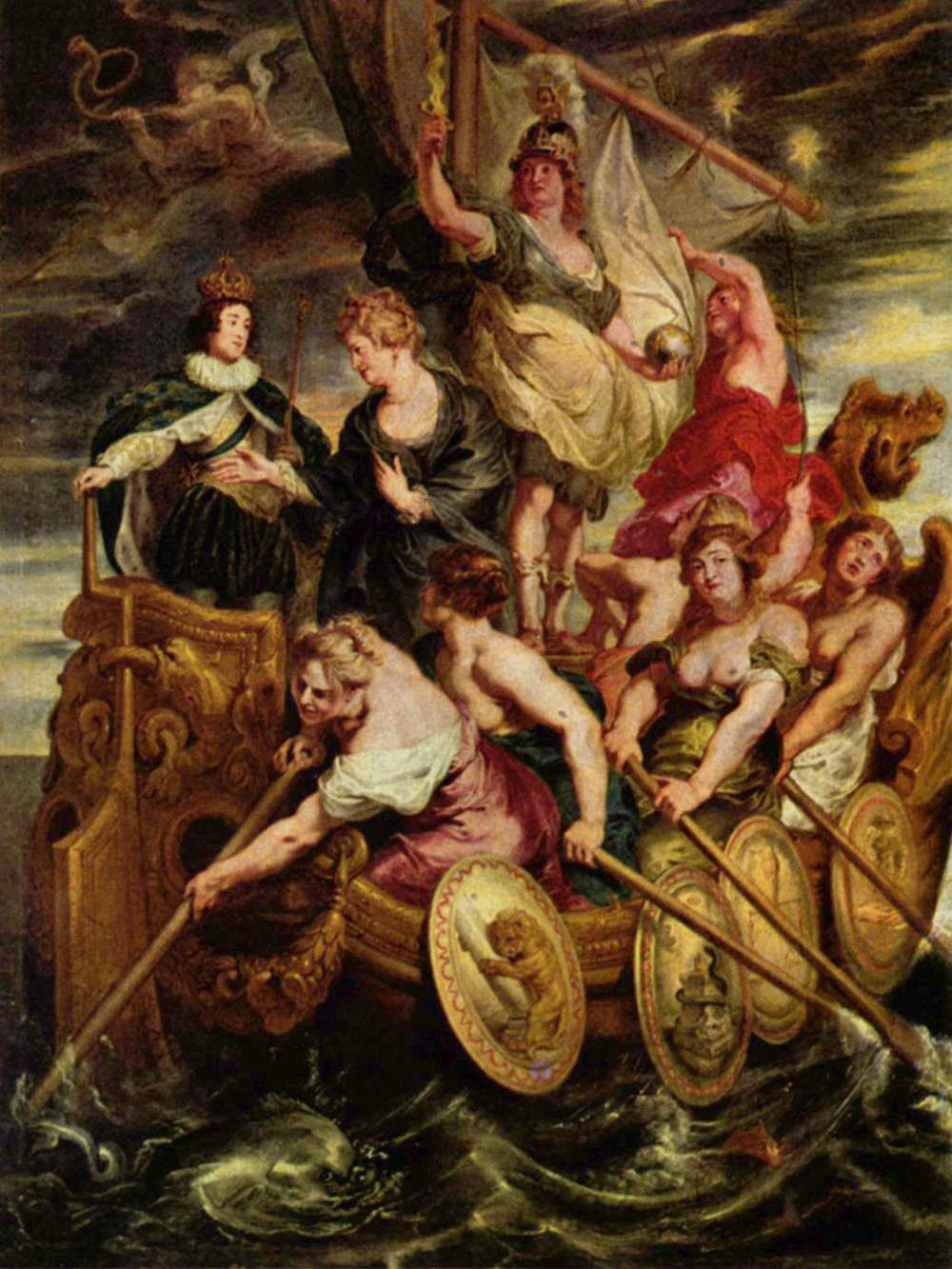
Совершеннолетие Людовика XIII

(фр. La Majorité de Louis XIII La reine remet les affaires au roi, le 20 octobre 1614), 394×295 см.
Изначально картина должна была находиться перед «Обменом принцесс», как того требует хронология реальных событий. Но после отказа от «Ссылки в Блуа» (см. «Счастье регентства») Рубенс меняет порядок картин.
Преклонившись перед сыном в день его совершеннолетия, Мария Медичи передаёт ему кормило власти. В центре корабля, как бы заменяя собой мачту, стоит Франция, в её руках держава и огненный меч. На вёслах — четыре Добродетели короля: Сила, Вера, Справедливость и Согласие. Подчёркивая превосходство Добродетели над непостоянством Удачи (ветра), Умеренность спускает паруса корабля.
В действительности передача власти не была такой мирной, Людовик XIII силой взял власть, сослав мать в 1617 году в Блуа.

### Бегство из замка Блуа

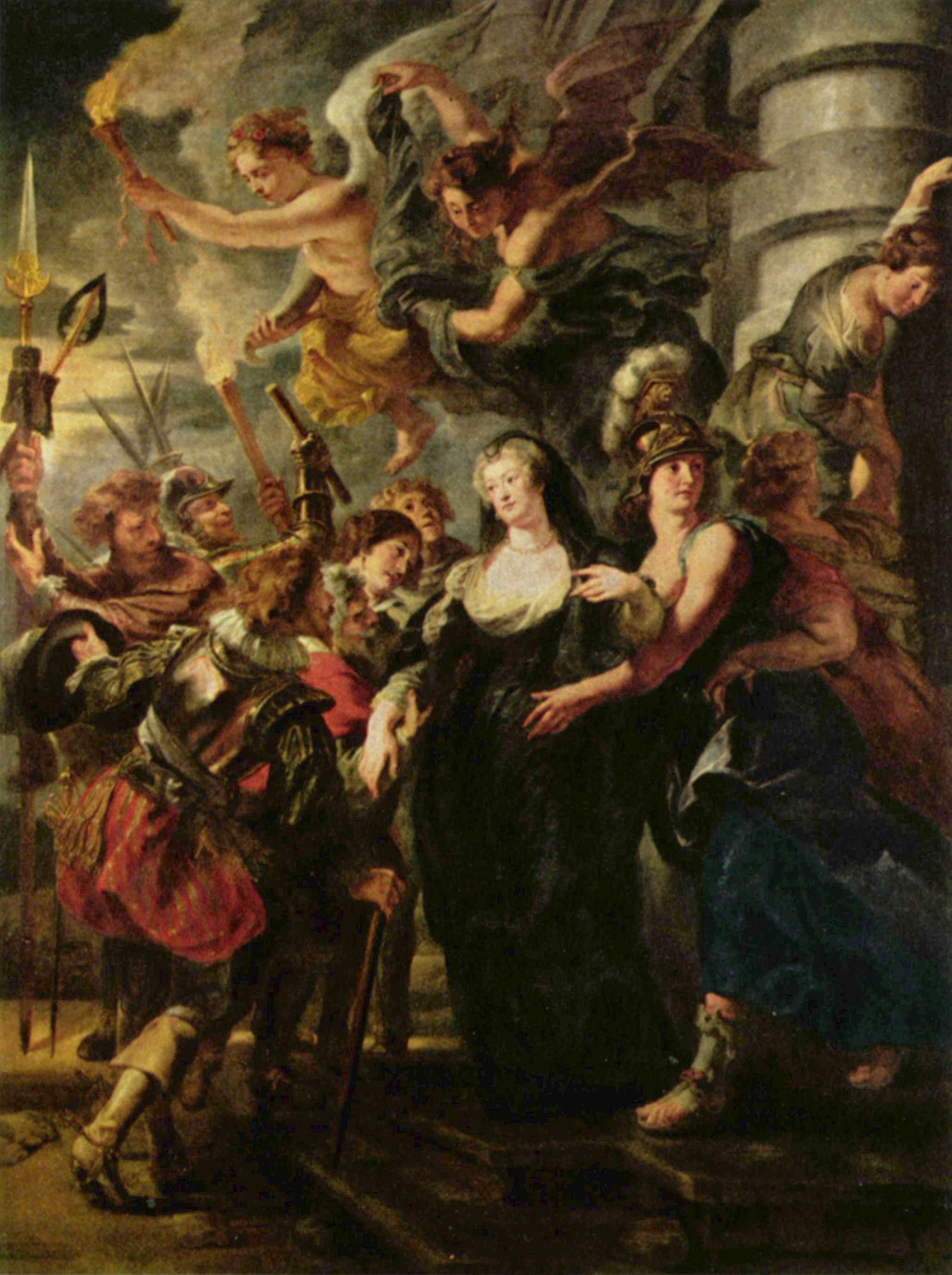
Бегство из замка Блуа

(фр. La Reine s’enfuit du château de Blois dans la nuit du 21 au 22 février 1619), 394×295 см.
Непростой с дипломатической точки зрения сюжет — бегство Марии Медичи из замка Блуа, куда её сослал Людовик XIII.
Минерва ведёт Марию к Французской Знати, которая проводит её до Ангулема (см. «Договор в Ангулеме»). Наверху картины изображены Ночь и Заря, обозначающие время побега.
Композиция картины является как бы инверсией популярного сюжета ночного ареста Христа.

### Договор в Ангулеме

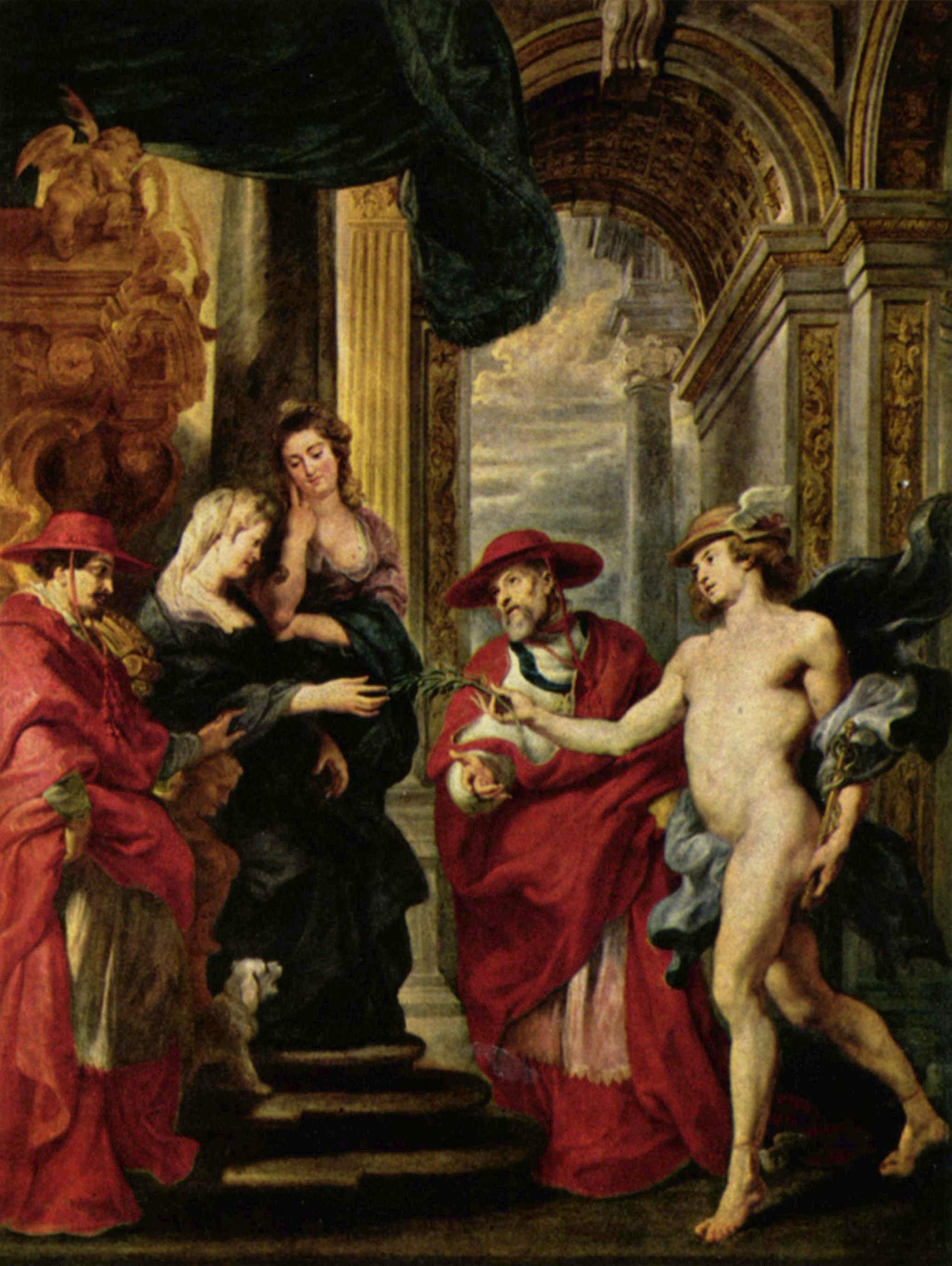
Договор в Ангулеме

(фр. Le Traité d’Angoulême, le 30 avril 1619, dit autrefois La Réconciliation de Marie de Médicis avec son fils, à Angers), 394×295 см.
В Ангулеме Мария Медичи получает от своего сына послание с предложением мира.
На картине королева изображена сидящей на троне, встречающей посланца своего сына (Меркурия) с оливковой ветвью — символом мира. Рядом с Марией — Осторожность. На картине также присутствуют два кардинала: возле Меркурия — призывающий принять предложение мира Франсуа де Ларошфуко (см. дом де Ларошфуко), возле трона — скептически настроенный кардинал Луи де Лявалетт — точная идентификация персонажа не известна до сих пор.
С идентификацией картины и её персонажей связано множество недоразумений. Так, изображённое событие часто определялось как «примирение Марии Медичи с сыном в Анже» (по условиям подписанного мирного договора этот город отошёл Марии Медичи), как следствие — Меркурий опознавался как сам Людовик XIII. Кардинал, стоящий у трона Марии (чья личность до сих пор с достоверностью не установлена историками) часто идентифицировался как кардинал Ришельё, что не может быть верно, так как последний стал кардиналом лишь в 1622 году, то есть 3 года спустя после описываемых на картине событий.

### Анжерский мир

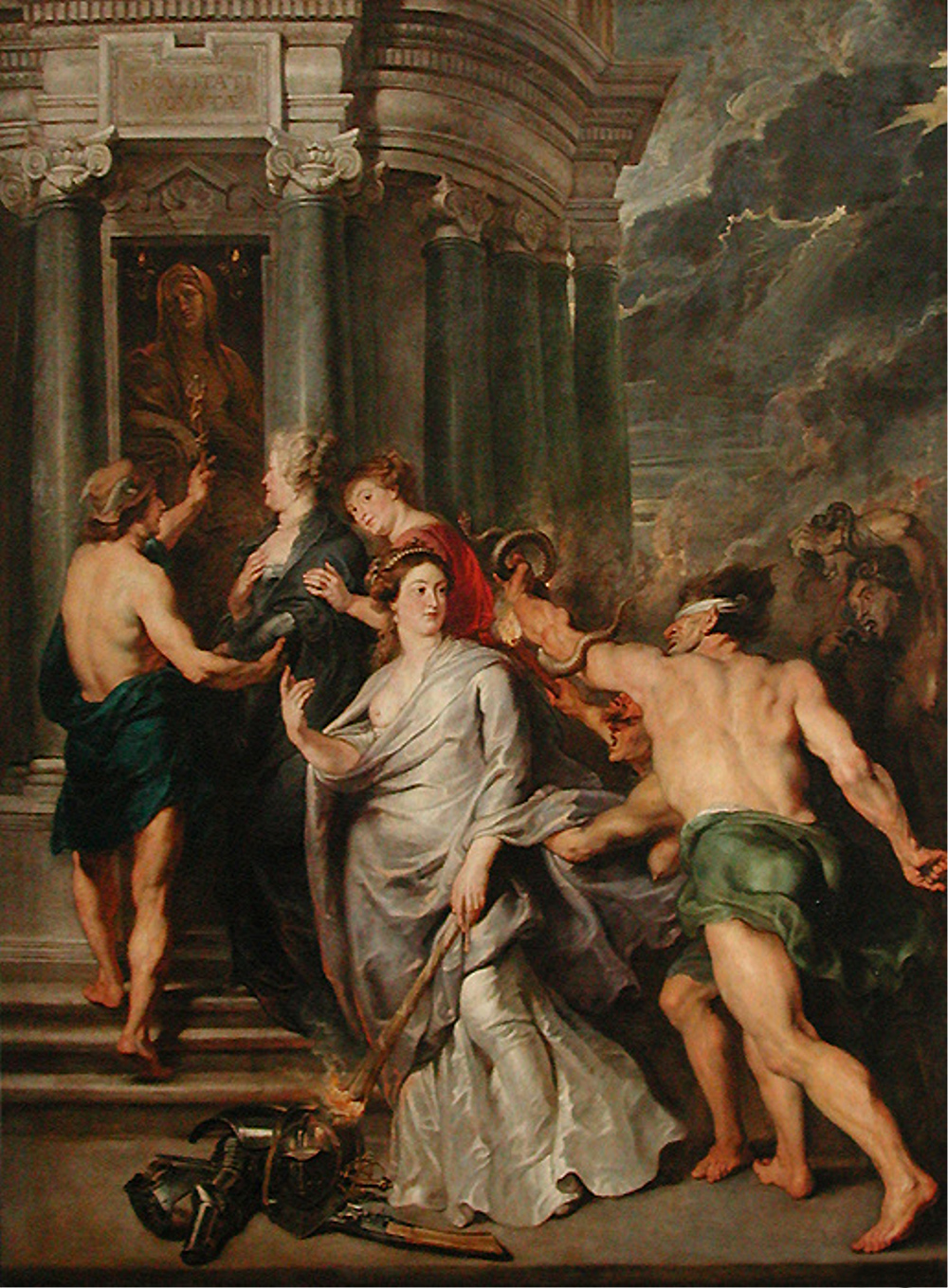
Анжерский мир

(фр. La Conclusion de la paix, à Angers, le 10 août 1620), 394×295 см.
Изначально на этом месте задумывалась картина о битве у Пон-де-Се (см. «Взятие Юлиха»), но ввиду крайней дипломатической сложности сюжета (битва у Пон-де-Се — главная битва гражданской войны 1620 года между королём Людовиком XIII и Марией Медичи, пытающейся вернуть власть) идея картины была отброшена. Вплоть до августа 1622 года Рубенс упоминает «Битву у Пон-де-Се» в своих письмах, что, несомненно, привело к путанице в названии предыдущей картины.
Меркурий (с жезлом мира в руке) и Невинность ведут Марию Медичи в Храм Мира. За их спиной — богиня Мира (в белых одеждах) сжигает оружие, одновременно отвергая воинствующие Пороки — Обман, Зависть и Слепую Ярость (фигура последней прямо цитирует Боргезского борца).

### Примирение с сыном

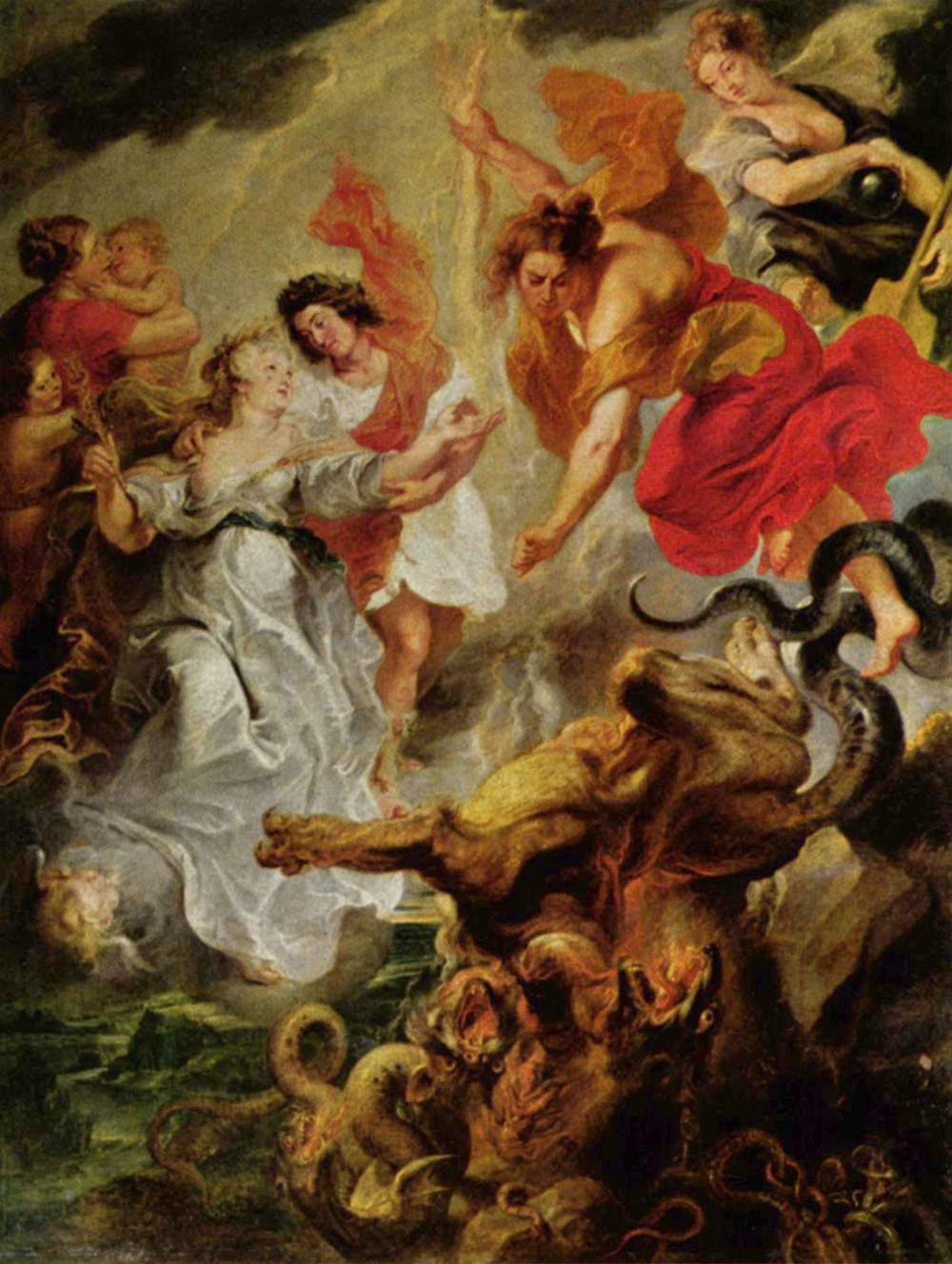
Примирение с сыном

(фр. La parfaite Réconciliation de la reine et de son fils, après la mort du Connétable de Luynes, le 15 décembre 1621, dit autrefois L’Entrevue de Marie de Médicis et de son fils [à Coussières, près de Tours, le 5 septembre 1619], ou encore La Paix confirmée dans le Ciel), 394×295 см.
Только после смерти герцога Люинь (именно он приказал убить Кончини, устроил изгнание королевы-матери и всячески препятствовал всякому восстановлению отношений Марии Медичи с сыном — см. «Счастье регентства») Людовик XIII смог окончательно помириться с матерью.
На картине Мария изображена с жезлом мира в руках, Людовик трогательно обнимает её за плечи — всё свидетельствует о долгом и надёжном мире. Герцог Люинь — согласно Марии Медичи, единственный виновник её раздора с сыном — изображён в виде ужасной гидры, которую Храбрость загоняет молниями в ад. Слева на картине изображена Любовь, справа — Франция.
Композиция картины позволяет провести параллели как с многочисленными вариациями на тему Страшного Суда, так и с женским персонажем Апокалипсиса из Откровений Иоанна Богослова.

### Триумф Правды

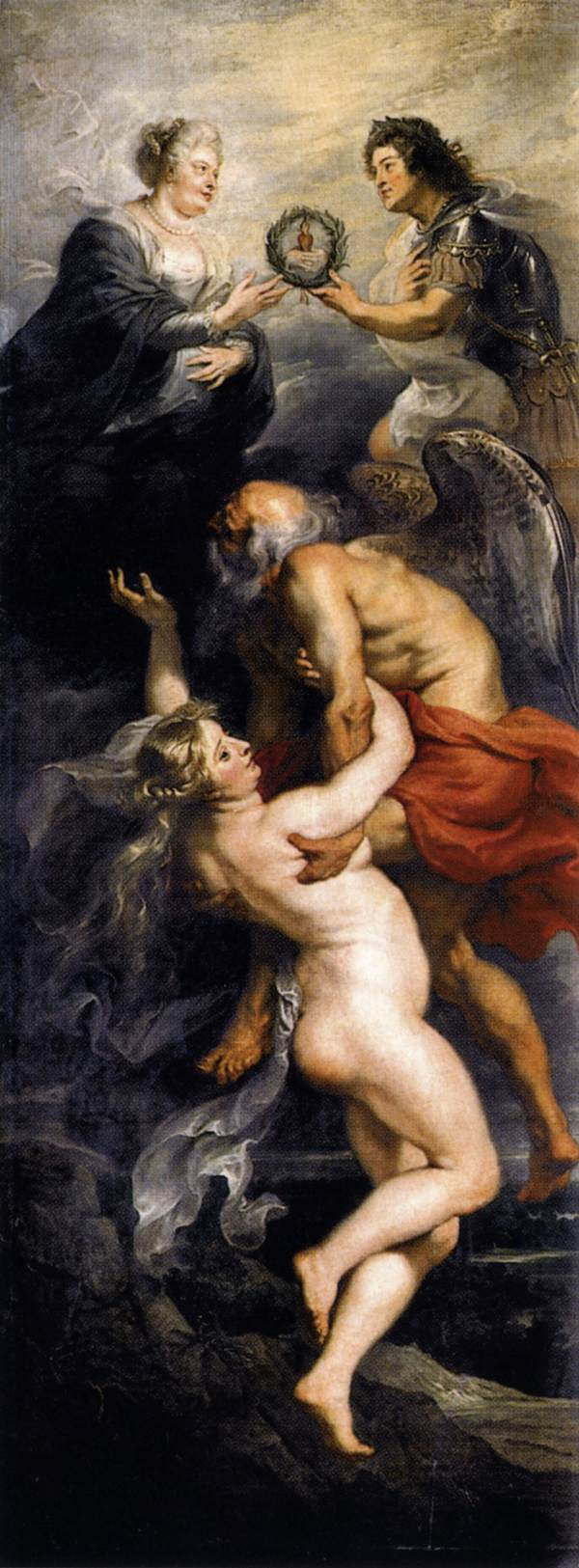
Триумф Правды

(фр. Le Triomphe de la vérité, ou La parfaite et sincère union de la reine-mère et de son fils), 394×160 см.
Судя по эскизам Рубенса (находятся зале № 802 Лувра), автор задумывал эту картину одновременно с «Судьбой Марии Медичи» — композиционно последнее полотно перекликается с первым.
На переднем плане Кронос вытягивает на свет персонификацию Истины — Алефею (согласно традиционной иконографии изображена обнажённой). Истиной, по версии художника, является абсолютное примирение Марии Медичи с сыном — они изображены в верхней части картины, держащими лавровый венок с пылающим от любви сердцем.